# Дяченко Олексій Володимирович
Олексій Володимирович Дяченко (рос. Алексей Владимирович Дьяченко, нар. 11 листопада 1978, Санкт-Петербург, Росія) — російський фехтувальник на шаблях, бронзовий (2004 рік) призер Олімпійських ігор, триразовий чемпіон світу, чотириразовий чемпіон Європи.

## Виступи на Олімпіадах
| Олімпіада    | Дисципліна          | Місце |
| ------------ | ------------------- | ----- |
| Атланта 2004 | індивідуальна шабля | 17    |
| Атланта 2004 | командна шабля      | 3     |